# Bazar Khatanbaatar
Dans ce nom mongol, Bazar est le nom du père et Khatanbaatar est le nom personnel.
Bazaryne ou Bazar Khatanbaatar (en mongol : Базарын Хатанбаатар) est un joueur d'échecs mongol né le 25 février 1973. Grand maître international depuis 1999, il a remporté huit fois le championnat de Mongolie et deux médailles de bronze aux olympiades d'échecs.
Au 1er avril 2021, il est le vingtième joueur mongol avec un classement Elo de 2 322 points.

## Biographie et carrière
Bazar Khatanbaatar a remporté le championnat d'Asie junior en 1992,  puis championnat de Mongolie d'échecs à huit reprises (en 1991, 1994, 1998, 2000, 2001, 2003, 2004 et 2005). Il représenta la Mongolie lors de dix olympiades de 1992 à 2014,, remportant la médaille de bronze au deuxième échiquier de réserve en 1992 (avec 8 points marqués en 11 parties) et la médaille de bronze au deuxième échiquier en 2004 avec 9 points marqués en 12 parties.
En 1995, il remporta la médaille d'or au deuxième échiquier lors du championnat d'Asie d'échecs des nations avec 7,5 points sur 9.
En 2018, il fut le capitaine de l'équipe de Mongolie à l'Olympiade d'échecs de 2018 à Batoumi où la Mongolie finit 22e équipe de la compétition.